# 特基克里克鎮區 (印地安納州科西阿斯科縣)
特基克里克鎮區（英語：Turkey Creek Township）是位於美國印地安納州科西阿斯科縣的一個行政鎮區。

## 地方資料
根據2010年美國人口普查的數據，特基克里克鎮區的面積為91.60平方千米，當中陸地面積為74.10平方千米，而水域面積為17.50平方千米。當地共有人口8428人，而人口密度為每平方千米92.01人。